# TOI-4599
TOI-4599とは、地球から約9.9976パーセク離れた場所に位置する恒星である。
周囲を2つの太陽系外惑星が公転していることが2022年に知られている。トランジットを起こす惑星が同一の惑星系内を公転している恒星としては、グリーゼ892、LTT 1445 A、けんびきょう座AU星に次いで4番目に太陽系に近い。
| 太陽 | TOI-4599  |
| ---- | --------- |
| 太陽 | Exoplanet |

## 惑星系
| 名称 （恒星に近い順） | 質量         | 軌道長半径 （天文単位） | 公転周期 (日)   | 軌道離心率         | 軌道傾斜角  | 半径                  |
| --------------------- | ------------ | ----------------------- | --------------- | ------------------ | ----------- | --------------------- |
| b                     | 2.14±0.34 M⊕ | 0.02933±0.00024         | 2.76953±0.00003 | 0.039+0.043 −0.023 | 87.35±0.14° | 1.240±0.023 R⊕        |
| c                     | 3.09±0.48 M⊕ | 0.04749±0.00039         | 5.70588±0.00007 | 0.038+0.036 −0.022 | 87.79±0.08° | 1.533+0.051 −0.046 R⊕ |

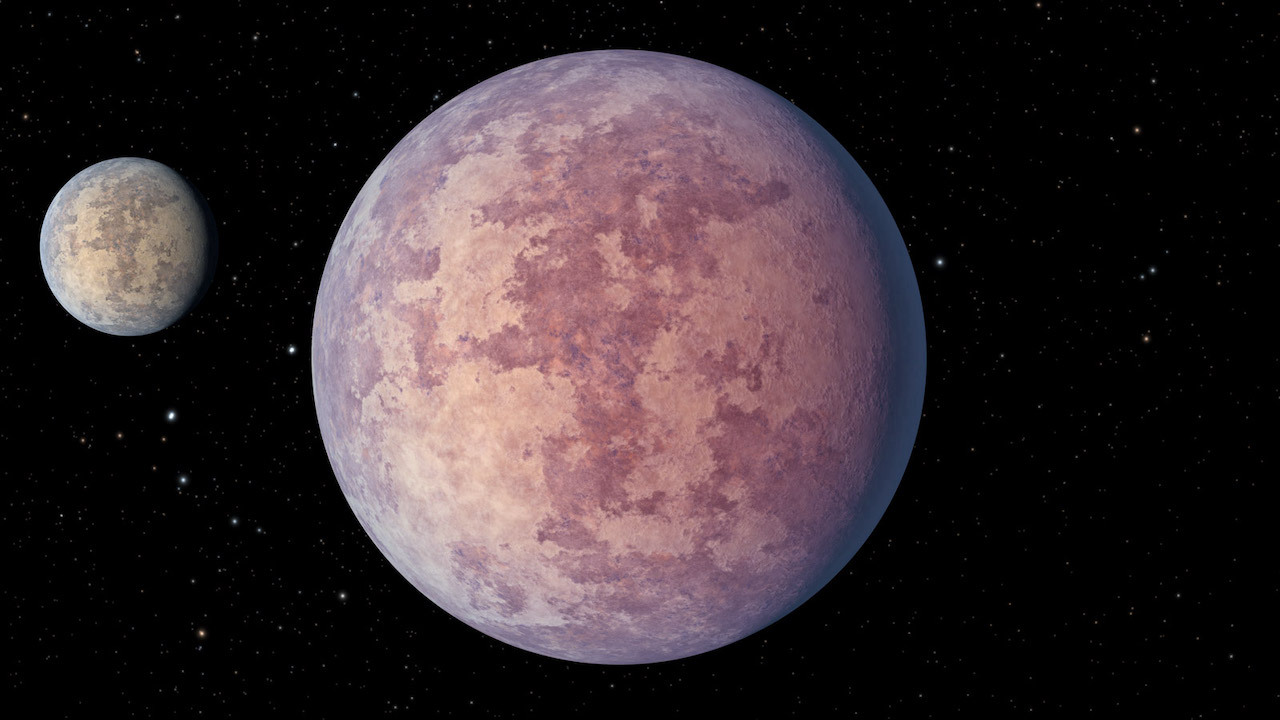
2つの惑星の想像図

2021年11月1日、TESSによるセクター43のトランジット法を用いた観測でこの恒星の周囲を公転する2つの太陽系外惑星候補が検出され、TESS object of interest（TOI）に指定された。恒星は「TOI-4599」という名称が指定された。惑星候補は「TOI-4599.01」「TOI-4599.02」と指定され、それぞれの公転周期は約2.77日、約5.70日である。その後、HIRESやCARMENESのドップラー分光法を用いた観測データなどによるフォローアップ観測が行われた。
TOI-4599の惑星候補は2022年に確認され、その確認を公表する論文はarXivにて2022年4月21日に公表された。これらの惑星はそれぞれ「TOI-4599 b」「TOI-4599 c」という名称が与えられた。これらの惑星の組成は地球型惑星であるとされている。bは地球と同じような密度を持っている。cは揮発性物質が存在しないとされている場合は、鉄を含まず完全にケイ酸塩で構成されている内部組成と一致している。鉄の核の質量の割合がbは約32.5%、cは0%であり、同じ惑星系内でここまで数値が異なることは珍しい。これまでの既知の惑星の中で鉄の核の割合の差が一番大きかったのはTRAPPIST-1系のTRAPPIST-1cとTRAPPIST-1gで、15%であった。このような質量の大きな違いは、bとcに含まれる揮発性物質の含有量が異なることが原因である可能性が非常に高い。
なお、TOI-4599系ではTESSの観測データによってトランジットを起こす公転周期が20日よりも短い地球サイズ以上の惑星が存在しないことが判明している。また、ドップラー分光法の観測データでは地球質量の1~3倍を持つ公転周期が10日以内の惑星の存在の可能性を除外し、それ以上の質量を持つ惑星の存在は公転周期が100日の範囲まで除外された。